# Boxershort
Een boxershort is een ruimvallende korte broek die wordt gedragen als herenonderbroek.
De boxershort werd geïntroduceerd in de jaren dertig. Sommigen vinden het prettig om een boxershort te dragen omdat deze ruim valt, terwijl anderen een nauwsluitende slip verkiezen, die de genitaliën beter op hun plaats houdt. Ook zijn er strakkere boxershorts, die wel korte pijpjes hebben maar bijna net zo strak zitten als een slip.
In Nederland kwam de boxershort in de jaren tachtig in opmars en werd deze zelfs als strandkleding gedragen.
Er zijn ook boxershorts voor vrouwen.

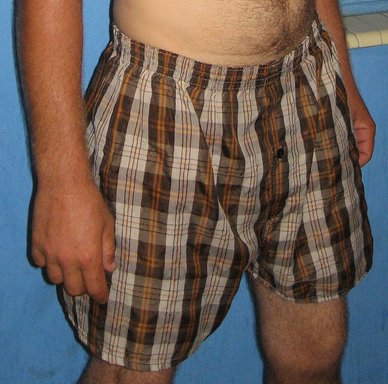
Man in een boxershort
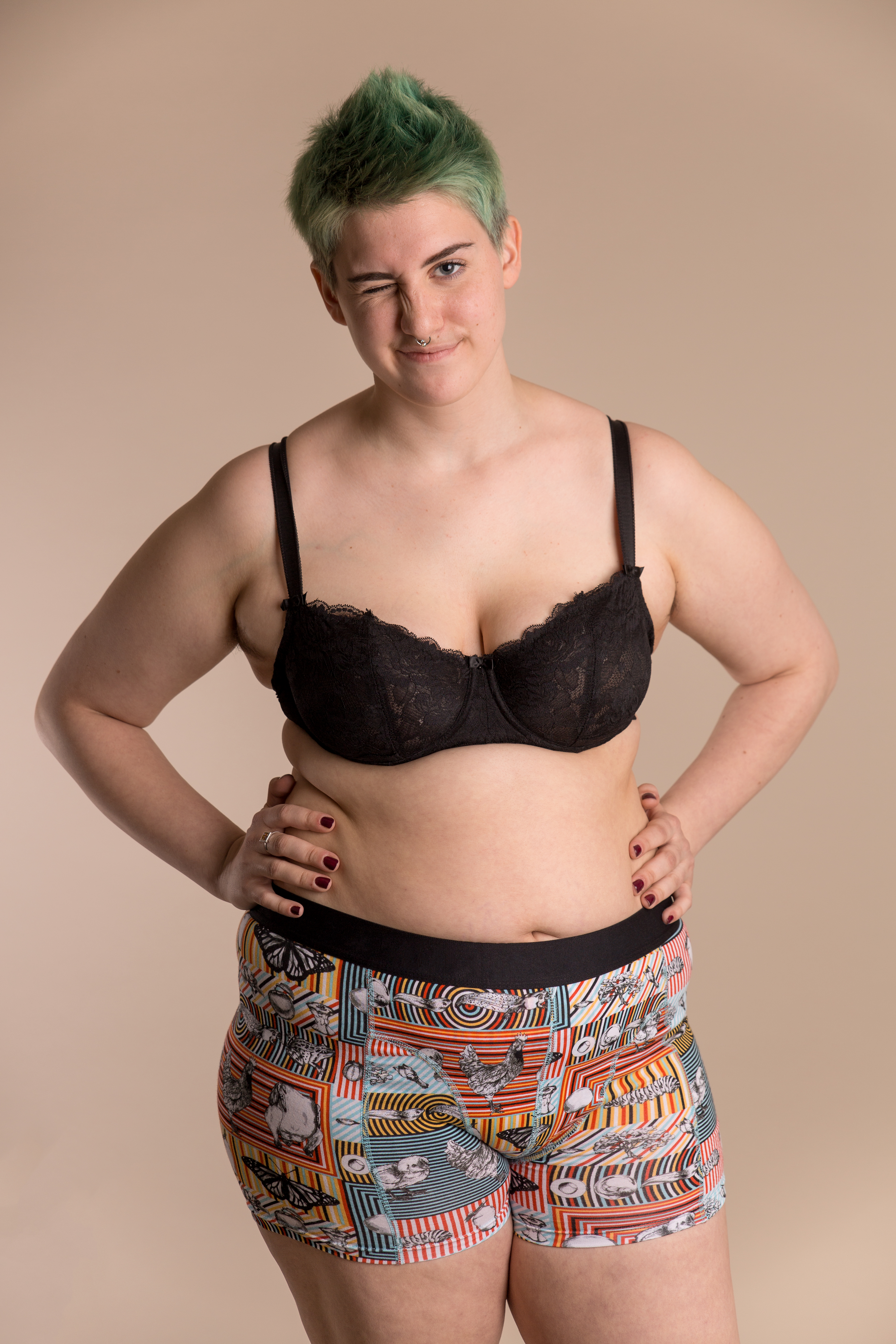
Vrouw in een boxershort